# Liste bedeutender Seeunfälle 2001–2010
Die Liste schwerer Seeunfälle 2001–2010 verzeichnet Unglücke der Seeschifffahrt mit Toten oder hohen Sachschäden.

## Schiffsunglücke zwischen 2001 und 2010
| Datum                   | Name                  | Tote  | Hergang |
| ----------------------- | --------------------- | ----- | --- |
| 9. Februar 2001         | Ehime Maru            | 9     | Das US-amerikanische Atom-U-Boot Greeneville der Los-Angeles-Klasse kollidierte während eines simulierten Notauftauchmanövers vor Hawaii mit dem japanischen Fischereischulschiff Ehime Maru. Das japanische Schiff sank innerhalb von zehn Minuten. Neun Japaner starben, darunter vier Schüler. Das Wrack wurde aus 610 m Tiefe geborgen und in flaches Gewässer geschleppt. Dort wurden acht Leichen im Schiff gefunden. Später wurde das Wrack in 2600 Meter tiefem Wasser versenkt. |
| 19. Oktober 2001        | Flüchtlingsboot       | 353   | Südlich der Insel Java ging in einem Sturm ein am Vortag gestartetes, mit 397 Menschen – größtenteils Flüchtlinge aus dem Irak – beladenes indonesisches Fischerboot auf dem Weg nach Christmas Island unter. Die Flüchtlinge wollten in Australien Asyl suchen. 44 Menschen konnten gerettet werden, 353 Personen ertranken. |
| 23./24. Dezember 2001   | Christopher           | 27    | Während eines starken Sturms und in sieben Meter hohen Wellen erlitt der zypriotische Frachter Christopher etwa 150 Seemeilen nördlich der Azoren einen Wassereinbruch im Maschinenraum. Nur ein kurzer Notruf wurde empfangen. Trotz sofortiger Suchmaßnahmen wurde das Schiff nicht gefunden. Von dem mit Kohle beladenen Frachter und seinen 27 Mann Besatzung wurden zwei Tage später nur noch zwei leere Rettungsinseln und eine Öllache entdeckt. Es wurde vermutet, dass das Schiff innerhalb weniger Minuten mit der gesamten Besatzung sank. |
| 7. März 2002            | Flüchtlingsboot       | 50    | Vor Lampedusa kenterte ein mit rund 60 Flüchtlingen aus Afrika beladenes Boot in schwerer See. Die italienische Küstenwache und einheimische Fischer konnten nur elf Überlebende retten. Schätzungsweise 50 Menschen ertranken. |
| 3./4. Mai 2002          | Salahuddin 2          | 328   | Nahe Shatnal (Bangladesch), im Mündungsgebiet des Flusses Meghna, geriet die Flussfähre Salahuddin 2, mit rund 500 Menschen an Bord auf dem Weg von Dhaka nach Pathutaklai, in einen starken Orkan und kenterte. Erst 24 Stunden später trafen erste Rettungskräfte ein. Insgesamt starben 328 Menschen, nur etwa 170 Überlebende wurden gerettet. Die Fähre kenterte vermutlich auch wegen Überladung, da sie nur für etwa 250 Personen ausgelegt war. |
| 26. September 2002      | Le Joola              | 1.863 | Die senegalesische Fähre Le Joola (1.500 BRZ) kenterte vor der Küste Gambias während eines Sturms. Nur 60 Überlebende wurden gerettet. Die Gesamtzahl der Opfer wurde zunächst mit etwa 1000 angegeben, betrug aber nach späteren Ermittlungen 1863. Das Schiff war nur für 550 Passagiere zugelassen und total überladen. Der Untergang führte zu einer politischen Krise in Senegal und zur Entlassung der Regierung durch Präsident Abdoulaye Wade. |
| 13. November 2002       | Prestige              | 0     | Der 26 Jahre alte Einhüllen-Tanker Prestige, beladen mit 77.000 Tonnen Öl, geriet in Seenot. Sechs Tage später brach er auseinander und sank vor der Küste Spaniens. Er verlor mehr als 63.000 Tonnen Schweröl. Es war die bis dahin schlimmste Umweltkatastrophe Spaniens. |
| 14. Dezember 2002       | Tricolor              | 0     | Der norwegische Autotransporter Tricolor mit 2.871 fabrikneuen Autos an Bord kollidierte auf der Fahrt von Zeebrugge nach Southampton mit dem Frachter Kariba und sank innerhalb einer halben Stunde im Ärmelkanal; die 24-köpfige Besatzung konnte gerettet werden. In der Folge kollidierten noch mehrere Schiffe mit dem Wrack, das erst im Herbst 2003 in Sektionen zersägt und dann gehoben werden konnte. Die vollständige Bergung wurde im Oktober 2004 beendet. |
| 28. März 2003           | RMS Mülheim           | 0     | Der mit 2200 Tonnen Plastikschreddermüll aus Automobilen beladene Frachter RMS Mülheim geriet auf seiner Fahrt von Cork in Irland nach Lübeck vor Land’s End in Seenot und wurde auf die Klippen von Sennen getrieben. Aus dem Rumpf dringendes Öl verursachte einen 500 Meter langen Ölteppich. Die sechsköpfige Besatzung wurde mit Hubschraubern gerettet. Das Schiff konnte nicht mehr geborgen werden, Teile des Wracks lagen unterhalb der Steilküste. Die Bergung der Ladung zog sich über Wochen hin. |
| April 2003              | Changcheng 361        | 70    | Im konventionellen U-Boot Changcheng 361 des chinesischen Typ 035G kam es zu einem Unglück ohne genaue Angaben über die Ursachen (Leck, Explosion?). Bei Seeübungen im Gelben Meer östlich der Inselgruppe Neichangshan am Eingang zum Golf von Bohai vor der Küste der Provinz Shandong in Nordostchina starben 70 Seeleute. Das U-Boot wurde anschließend beschädigt in den Hafen Lushun geschleppt. |
| 31. Mai 2003            | Fu Shan Hai           | 0     | Der mit 66.000 Tonnen Dünger beladene Massengutfrachter Fu Shan Hai wurde auf seiner Fahrt von Ventspils nach China vom zypriotischen Feederschiff Gdynia gerammt und ist acht Stunden nach der Kollision im Bornholmsgat gesunken. |
| 8./9. Juli 2003         | Nasrin 1              | ≈ 600 | In Bangladesch, nahe der Stadt Chandpur, kollidierte in den Nachtstunden auf dem Meghna-Fluss die völlig überladene Personenfähre Nasrin 1 mit einem Unterwasserhindernis (möglicherweise Treibholz?) und kenterte innerhalb weniger Minuten. Erst nach 20 Stunden trafen erste Hilfsschiffe ein und retteten etwa 400 Menschen. Rund 600 Personen kamen jedoch ums Leben. Ausgelegt war das Schiff für etwa 350 Fahrgäste, es haben sich aber (geschätzt) 1000 an Bord befunden. |
| 15. Oktober 2003        | Andrew J. Barberi     | 11    | Nach einem Schwächeanfall des Kapitäns rammte die zwischen Staten Island und Lower Manhattan pendelnde Personenfähre Andrew J. Barberi im Hafen von New York einen Hafenkai und wurde schwer beschädigt. Bei der Kollision starben elf Menschen, 65 Fahrgäste wurden verletzt. |
| 9. Januar 2004          | Flüchtlingsboot       | 21    | In der südlichen Adria kenterte ein aus Albanien kommendes Boot mit 32 albanischen Flüchtlingen an Bord bei stürmischem Wetter. 21 Menschen ertranken. Die italienische Küstenwache konnte nur elf Menschen retten. Von diesen wurden später zwei verhaftet wegen des Verdachtes des Menschenschmuggels. |
| 15. Januar 2004         | Bugaled Breizh        | 5     | 25 Seemeilen vor der Küste von Cornwall, nahe Lizard Point, sank der französische Fischtrawler Bugaled Breizh bei ruhigem Wetter innerhalb von etwa 30 Sekunden. Von fünf Besatzungsmitgliedern überlebte niemand. Obwohl nach einem SOS-Ruf andere Fischer schnell vor Ort waren, konnten keine Überlebenden gerettet werden. Der Untergang erschien zunächst wie ein Rätsel, es wurde später aber darüber spekuliert, dass ein Atom-U-Boot versehentlich die ausgelegten Netze des Kutters erfasst und diesen in die Tiefe gezogen haben könnte. Dies würde zumindest das sehr schnelle und unerklärliche Sinken bei ruhigem Wetter erklären. Da das Seegebiet, in welchem der Trawler sank, zudem von britischen Atom-U-Booten häufig durchfahren wird, hält sich dieses Gerücht bis heute. Der Unglückstag war zudem ein Donnerstag, und donnerstags fanden und finden traditionell Manöver der Royal Navy im Ärmelkanal statt. Der Bericht des „Bureau d’enquêtes sur les événements de mer“ wurde am 27. November 2006 veröffentlicht und erwähnte eine Reihe von möglichen Ursachen für das Unglück, aber die Möglichkeit, dass ein U-Boot beteiligt war, wurde ausgeschlossen. |
| 19. Januar 2004         | Rocknes               | 18    | Vor der Küste Norwegens bei Bergen lief der Frachter Rocknes auf Grund, schlug leck und kenterte innerhalb von Minuten. 18 der 29 Besatzungsmitglieder verloren ihr Leben. In der Behandlung des Falls vor dem Seeamt in Bergen stellte sich heraus, dass sich an der Stelle der Grundberührung im Fahrwasser eine 9 m Untiefe befindet (Tiefgang der Rocknes zum Zeitpunkt der Grundberührung: 10,40 m), während auf den verwendeten Seekarten dort eine Tiefe von über 50 m angegeben war. Diese Untiefe war auch dem diensthabenden Lotsen nicht bekannt, der die Havarie überlebte, wohl aber der entsprechenden norwegischen Behörde, die vor einigen Jahren diese Stelle vermessen, aber keine Dringlichkeitsmeldung darüber ausgegeben hatte. Ab 2003 wurde die Untiefe in offiziellen Seekarten eingetragen, auf der Rocknes wurde jedoch eine ältere Karte verwendet. Daraus ergab sich eine intensive Diskussion, inwieweit Schiffe bestimmte Kartensätze zu verwenden haben, insbesondere mit Blick auf elektronische Karten und deren Software. |
| 7. März 2004            | Samson                | 121   | Auf der Überfahrt von den Komoren nach Mahajanga (Madagaskar) sank die Fähre Samson mit 113 Passagieren und elf Besatzungsmitgliedern an Bord im Zyklon „Gafilo“. Alle Menschen an Bord kamen ums Leben, mit Ausnahme zweier Personen, die in einem Rettungsfloß Madagaskar erreichten, sowie einer männlichen dritten, die erst fünf Tage später inmitten von 16 Leichen gefunden wurde. |
| 23. Mai 2004            | Lightning Sun         | 61    | In Bangladesch, südlich von Dhaka, sank in den Nachtstunden auf dem Meghna-Fluss die Personenfähre Lightning Sun in einem starken Sturm. Mindestens 61 Menschen kamen ums Leben. Unklaren Meldungen zufolge galten über 100 weitere Menschen als vermisst. |
| 12./13. August 2005 (?) | Flüchtlingsboot       | 104   | Vor der Südwestküste Kolumbiens sank zwischen dem 11. und 14. August 2005 ein Flüchtlingsboot mit 113 Passagieren. Es war am 11. August aus dem Hafen von Manta in Ecuador ausgelaufen. Am 14. August wurden neun Überlebende (sieben Männer und zwei Frauen) gefunden und die 104 restlichen Passagiere für vermisst erklärt. Die Passagiere wollten angeblich ohne offizielle Papiere in die USA einreisen. Das Boot sollte nur für etwa 15 Passagiere ausgelegt gewesen sein. |
| 16. September 2005      | Moquini               | 6     | Die am „Mauritius-Durban Yacht Race“ teilnehmende südafrikanische Yacht Moquini kenterte in der Nacht des 16. September 2005 vor der Südküste von Madagaskar, vermutlich weil der Kiel des Schiffes überraschend abbrach. Nur ein kurzes Notsignal wurde automatisch abgesetzt. Die Yacht wurde danach vermisst. Am 5. Februar 2006, rund fünf Monate später, wurde die kieloben treibende Moquini von dem französischen Tanker Algarve etwa 500 Seemeilen östlich des Kaps der Guten Hoffnung aufgefunden. Das Wrack wurde geborgen, aber von der sechsköpfigen Besatzung fehlte jede Spur. |
| 2./3. Februar 2006      | Al-Salam Boccaccio 98 | 1.026 | Im Roten Meer, auf dem Weg vom saudi-arabischen Dhiba ins ägyptische Safaga, sank die ägyptische Autofähre Al-Salam Boccaccio 98 nach einem Feuer an Bord. Da eingesetztes Löschwasser wegen mangelhafter Pumpen nicht abgepumpt werden konnte, sammelte sich dieses auf dem Fahrzeugdeck an, was zu einer falschen Schwerpunktverteilung im Rumpf und, zusammen mit Wind in Sturmstärke, letztlich zum Kentern des Schiffes gegen Mitternacht führte. Von 1.414 Passagieren und Mannschaftsmitgliedern konnten nur 388 gerettet werden. Vor allem Fahrlässigkeit dürfte zu der Katastrophe beigetragen haben, wie eine Untersuchung später feststellte. |
| 30. März 2006           | Al Dana               | 48    | Die arabische Fähre Al Dana, eine umgebaute Dau, kenterte vor Manama (Bahrain) aus ungeklärter Ursache, vermutlich infolge von Überladung. Das Schiff war zuvor von einer lokalen Firma zu einer Feierlichkeit angemietet worden, weswegen auch zahlreiche Ausländer unter den Opfern waren. Insgesamt starben 48 Menschen, darunter 12 Briten und 17 Inder. 65 Menschen wurden gerettet. |
| 29./30. Dezember 2006   | Senopati Nusantara    | 500   | Die indonesische Fähre Senopati Nusantara sank bei schlechtem Wetter und in sechs Meter hohen Wellen vor der Insel Java. Das Schiff war unterwegs von der Hafenstadt Kumai in der Provinz Kalimantan in Richtung Semarang auf Java. 177 Überlebende wurden am Unglücksort gefunden, 47 weitere Menschen noch bis zum 8. Januar und bis zu 300 Seemeilen vom Unglücksort entfernt. Die genaue Anzahl der Opfer blieb unbekannt, es wurde jedoch geschätzt, dass mindestens 500 Menschen ums Leben kamen. |
| 6. April 2007           | Sea Diamond           | 2     | Nach der Kollision am 5. April 2007 mit einem Unterwasserriff ging das havarierte griechische Kreuzfahrtschiff Sea Diamond (22.412 BRZ) vor dem Hafen der Insel Santorin unter. Die Stelle des Untergangs war nach Fischerangaben rund 200 Meter tief. Von den 1167 Passagiere und 391 Besatzungsmitgliedern konnten bis auf zwei Passagiere alle gerettet werden. Grund für das Unglück war höchstwahrscheinlich eine fehlerhafte Seekarte. |
| 7. Mai 2007 (?)         | Flüchtlingsboot       | 54    | Ein sich auf dem Weg in die USA befindendes Flüchtlingsboot aus Haiti sank nach einem Schleppversuch eines Polizeischiffs vor den Turks- und Caicosinseln. 54 der etwa 150 Flüchtlinge starben. |
| 23. November 2007       | Explorer              | 0     | Auf einer Kreuzfahrt vom argentinischen Ushuaia zur Antarktischen Halbinsel kollidierte das Schiff um 05:24 Uhr UTC etwa 26 Seemeilen östlich der zu den Südlichen Shetlandinseln gehörenden King-George-Insel vermutlich mit einem Eisberg und schlug leck. Etwa 15 Stunden nach der Kollision (nach Angaben von G.A.P. Adventures bereits gegen 19 Uhr UTC) sank die Explorer auf 1100 Meter Tiefe. 91 Passagiere, neun Expeditionsleiter und Lektoren sowie 52 Besatzungsmitglieder begaben sich in die Rettungsboote und wurden von der Nordnorge aufgenommen, die sich in der Nähe befand. Der Kapitän und der Erste Offizier blieben zunächst an Bord und versuchten, das Schiff schwimmfähig zu halten, gaben das Schiff jedoch im Laufe des Tages auf. |
| 28. Oktober 2007        | Omer N                | 8     | In der Ostsee, nahe der Insel Lolland, kenterte das slowakische Frachtschiff Omer N aus ungeklärten Gründen in stürmischem Wetter. Von den elf Menschen an Bord konnten, trotz sofortigen Einsatzes dänischer und deutscher Hubschrauber, Taucher und Rettungsschiffe, nur drei lebend geborgen werden. |
| 28. Oktober 2007        | Jinshan               | 2     | Vor der Küste der chinesischen Provinz Shandong, etwa vier Seemeilen vom Ufer entfernt, kenterte der nordkoreanische Frachter Jinshan aus ungeklärten Gründen, möglicherweise infolge Überladung. Die chinesische Küstenwache konnte insgesamt 23 Menschen retten, doch kam für zwei Besatzungsmitglieder jede Hilfe zu spät. |
| 26. November 2007       | Mezzanine             | 26    | Vor der Nordküste Taiwans sank der unter panamaischer Flagge laufende Massengutfrachter Mezzanine (16.649 BRZ) im Taifun „Mitag“. Das mit Eisenerz beladene Schiff, auf dem Weg von Indonesien nach Tianjin, sank in den frühen Morgenstunden des 26. November. Von 27 Besatzungsmitgliedern konnte, trotz abgesetzter Notrufe, nur ein einziger Überlebender knapp 20 Stunden nach dem Untergang von der taiwanesischen Küstenwache gerettet werden. |
| 1. Februar 2008         | Riverdance            | 0     | Die unter der Flagge der Bahamas fahrende RoRo-Fähre Riverdance kam bei der Fahrt durch die Irische See in schwere See, entwickelte starke Schlagseite und strandete vor der englischen Ortschaft Cleveleys nahe Blackpool. Nachdem Bergungsversuche gescheitert waren, wurde das Schiff vor Ort abgebrochen. Alle 23 Besatzungsmitglieder und Passagiere konnten von Hubschraubern gerettet werden. |
| 6. Februar 2008         | UND Adriyatik         | 0     | Der türkische RoRo-Frachter UND Adriyatik (22.900 BRZ) mit 200 Lkw und neun Tonnen Gefahrgut an Bord geriet in kroatischen Hoheitsgewässern, nahe der Stadt Rovinj, in Brand. Die 22 Seeleute und die neun Passagiere konnten von einem griechischen Schiff gerettet werden. Das Schiff wurde nach dem Löschen des Brandes verschrottet. |
| 22. März 2008           | Neftegaz 67           | 18    | Im Hafen von Hongkong kollidierte der chinesische Frachter Yao Hai mit dem ukrainischen Hochsee-Schlepper Neftegaz 67 (2.723 BRZ), welcher innerhalb weniger Minuten sank. Von der Mannschaft, 24 Ukrainer und ein Chinese, konnten sich nur sieben Personen retten. Ein Gericht sprach später beiden Schiffskapitänen einen Teilschuld zu, obwohl vermutlich der Schlepper Vorfahrt gehabt hätte. Zugleich wurde aber darauf hingewiesen, dass Rettungsmittel und -wege an Bord des ukrainischen Schiffes völlig unzureichend gewesen seien, was bereits 2003 bei einer Kontrolle bemängelt worden war. |
| 21. Juni 2008           | Princess of the Stars | 800   | Die philippinische Fähre Princess of the Stars (23.824 BRZ), auf dem Weg von Manila nach Cebu City, sank vor der Küste der philippinischen Insel Sibuyan, nachdem sie in den Taifun „Fengshen“ geraten war. Von rund 850 Menschen an Bord konnten später nur 56 geborgen werden. Eine Untersuchungskommission gab dem Kapitän und der Reederei (Sulpicio Lines) später die Schuld an der Katastrophe, da die Wirkung des Taifuns grob unterschätzt worden sei und das Schiff trotz Warnungen seine Fahrt angetreten habe. |
| 24. September 2008      | Chicago Express       | 1     | Das deutsche Containerschiff Chicago Express (93.811 BRZ) wurde während eines Taifuns von einer sehr starken Welle auf der Steuerbordseite getroffen und machte mehrere Rollbewegungen von bis zu 44 Grad. Durch die enormen Beschleunigungskräfte wurden Kapitän und Ausguck mehrfach quer über die ganze Brücke geschleudert, wobei sie hart an Einbauten und Schränken aufprallten. Der philippinische Ausguck starb noch auf der Brücke, der deutsche Kapitän wurde lebensgefährlich verletzt und in ein Hongkonger Krankenhaus ausgeflogen. |
| 27. September 2008      | Tolstoy               | 8     | Der russische Frachter Tolstoy (3.994 BRZ), mit einer Ladung Schrott auf dem Weg von Rostow am Don nach Nemrut Bay (Türkei), brach vor der bulgarischen Küste, etwa 20 Seemeilen vor Kap Emine, im Sturm auseinander. Von der zehnköpfigen Mannschaft wurden nur zwei Mann einen Tag später von der belgischen Yacht Mirage geborgen. Die anderen acht Besatzungsangehörigen fanden beim Untergang den Tod. Das Schiff soll in schlechtem Zustand gewesen sein und brach vermutlich infolge Materialermüdung auseinander. |
| 11. Januar 2009         | KM Teratai Prima 0    | 200   | Auf der Fahrt zwischen dem Hafen Parepare auf der Insel Sulawesi und Borneo sank die indonesische Fähre KM Teratai Prima 0 in einem schweren Sturm. Vermutlich wurde das Schiff von einer Monsterwelle getroffen. Nach Angaben der Seenotrettung könnten bis zu 200 Menschen ums Leben gekommen sein. 36 Überlebende werden am Folgetag gerettet. |
| 19. Januar 2009         | Polar Mist            | 0     | Am 15. Januar 2009 verließ der Frachter Polar Mist den Hafen Punta Quilla in Patagonien mit einer aus 9,3 Tonnen metal doré (Barren aus neunzig Prozent Silber und zehn Prozent Gold) bestehenden Ladung. Zielhafen war Punta Arenas. Der Wert der Ladung wurde auf zwanzig Millionen US-Dollar geschätzt und war bei Lloyd’s of London versichert. Nach Absetzen eines Notrufs wurde die Besatzung per Hubschrauber evakuiert. Am 19. Januar 2009 versuchte der chilenische Schlepper Beagle das verlassene Schiff nach Punta Arenas zu bringen. Als die Polar Mist jedoch zu sinken begann, wurde der Bergungsversuch aufgegeben, und der Frachter versank in achtzig Metern Tiefe. Die Fracht wurde bis August 2009 komplett geborgen. |
| 20. Januar 2009         | Taube                 | 6     | Bei der Einfahrt in den Hafen von Mehdia an der Westküste Marokkos wurde die Segelyacht Taube von Grundseen getroffen und kenterte. Von den sieben Besatzungsmitgliedern im Alter von 17 bis 28 Jahren konnte sich nur eine 19-jährige Deutsche retten. |
| 26. Januar 2009         | Ausflugsboot          | 40    | In Vietnam in der Provinz Quảng Bình, auf dem sogenannten Parfüm-Fluss, kenterte während des Mondfestes ein Ausflugsboot. Dabei ertranken 40 Fahrgäste, zumeist Frauen und Kinder. Unbestätigten Meldungen zufolge kenterte das Boot, weil sich die Gäste an Bord alle auf dieselbe Bootseite begeben hatten, um einen Markt am Ufer zu beobachten. |
| 8. März 2009            | DiveAsia I            | 7     | Das Taucherausflugsschiff DiveAsia I kenterte gegen 22:45 Uhr Ortszeit auf ihrem Rückweg von den Similan-Inseln (Thailand) nach Phuket (Thailand) in einem aufziehenden Unwetter. Berichten Überlebender zufolge drückte starker Wind, der von der Küste kam, das Boot auf die rechte Seite, bis es sich auf die Seite legte und binnen kürzester Zeit sank. Von den 24 Gästen und sechs Besatzungsmitgliedern starben sechs Gäste und ein Besatzungsmitglied. Die Überlebenden konnten sich in zwei Rettungsinseln retten, wo sie allerdings erst mehrere Stunden später durch ein Fischerboot gesichtet und anschließend gerettet wurden. Die meisten Opfer befanden sich zu der Zeit, als das Schiff sank, in ihren Kabinen, die ausnahmslos auf der Steuerbordseite lagen. Das durch die DiveAsia Inc. betriebene 28-Meter-Schiff liegt in ca. 70 m Tiefe 12 Meilen vor der Küste Phukets und firmierte auch unter dem Namen Chok Somboon 19. |
| 9. März 2009            | Ibn Battuta           | 14    | Der mit Quarzsand beladene zypriotische Frachter Ibn Battuta (5.600 BRZ) sank im Roten Meer, etwa 35 Seemeilen vor Safaga, in stürmischem Wetter. Vermutlich führte ein Verrutschen der Ladung zum Untergang. Von 26 Besatzungsmitgliedern konnten in den folgenden beiden Tagen insgesamt zwölf Mann von der ägyptischen Marine gerettet werden. 14 Menschen kamen jedoch ums Leben. |
| 11. März 2009           | Pacific Adventurer    | 0     | Das in Hongkong registrierte Containerschiff verlor auf seiner Fahrt von Newcastle, New South Wales nach Brisbane, Queensland, 31 Container mit Ammoniumnitrat, als es etwa sieben Meilen östlich von Cape Moreton, Queensland (Australien), in einen Sturm mit schwerer See geriet. Zwei der Treibstoffbunker schlugen leck, und 270 Tonnen Schweröl liefen aus. Es gab keine Personenschäden und nur geringe Schäden am Schiff, jedoch erhebliche Umweltschäden. |
| 5./6. August 2009       | Princess Ashika       | 74    | Die Princess Ashika (690 BRZ) war eine unter der Flagge der Fidschi-Inseln laufende Passagier- und Fahrzeugfähre der Tonga Shipping Corporation, die zwischen den Inseln des Tonga-Archipels verkehrte. Sie kenterte und sank in der Nacht des 5./6. August 2009, weniger als einen Monat, nachdem sie ihren Dienst in Tonga aufgenommen hatte, auf der Fahrt von Nukuʻalofa nach Haʻafeva (Nomuka) völlig überraschend etwa 50 Seemeilen nordöstlich von Tonga. 74 Menschen fanden dabei den Tod, nur etwa 40 Fahrgäste überlebten. Ein Ausschuss der neuseeländischen Transport Accident Investigation Commission legte im Februar 2010 einen Bericht vor, der den extrem schlechten Zustand des Schiffes als Untergangsgrund anführte. So sei das Schiff unter anderem trotz Lecks im Rumpf ausgelaufen. Zudem habe die Mannschaft auf erste Anzeichen einer drohenden Havarie nicht reagiert. |
| 4.–20. August 2009 (?)  | Flüchtlingsboot       | 75    | Vor der Küste von Sizilien fand die italienische Küstenwache am 20. August ein Boot mit fünf fast verhungerten Flüchtlingen aus Afrika sowie sieben Leichen. Die Flüchtlinge hatten um den 4. August den Hafen von Tripolis in Libyen verlassen und Kurs auf Italien genommen. Bereits nach wenigen Tagen waren aber Treibstoff und Nahrung aufgebraucht. Zu Beginn der Reise hatten sich schätzungsweise 80 Menschen an Bord des Kutters aufgehalten, welche aber innerhalb von fast drei Wochen auf See nach und nach gestorben waren. Die Leichen hatte man über Bord geworfen. Mehrere Schiffe, die das Flüchtlingsboot in den Tagen zuvor gesichtet hatten, hatten keine Rettungsversuche unternommen. |
| 26. Oktober 2009        | Flüchtlingsboot       | 8     | Vor der Insel Lesbos strandete am 26. Oktober bei hohem Seegang ein mit Flüchtlingen aus Afghanistan beladenes Boot. Acht Menschen ertranken dabei. Neun Flüchtlinge konnten sich ans Ufer retten. Das Boot war zuvor von der Türkei aus nach Griechenland aufgebrochen. Wegen Menschenschmuggels wurde später ein 19-jähriger Mann aus der Türkei verhaftet. |
| 22. November 2009       | Dumai Express 10      | 29    | Vor Sumatra sank die indonesische Fähre Dumai Express 10, auf dem Weg von der Insel Batam nach Riau auf Sumatra, in einem starken Orkan. Knapp 90 Minuten nach dem Auslaufen schlugen sechs Meter hohe Wellen ins Schiff und brachten es zum Sinken. An Bord der vermutlich überladenen Fähre befanden sich schätzungsweise 280 Menschen. Etwa 240 Überlebende konnten von Rettungskräften geborgen werden. Mindestens 29 Personen starben beim Untergang. Allerdings könnte die Zahl der Opfer höher gewesen sein, da widersprüchlichen Meldungen zufolge zwischen 14 und 17 Menschen noch zusätzlich als vermisst gemeldet wurden. |
| 27. November 2009       | Coco                  | 72    | Vor der Küste von Bangladesch, nahe Nazirhat im Distrikt Bhola, kenterte in den Abendstunden des 27. November die Fähre Coco, welche auf dem Weg von der Landeshauptstadt Dhaka nach Nazirhat war. Das Schiff sank vermutlich infolge Überladung; an Bord der Berichten zufolge nur für 1000 Passagiere ausgelegten und zugelassen Fähre befanden sich schätzungsweise 1500 Menschen. Obwohl Rettungskräfte schnell vor Ort waren und die meisten Reisenden retten konnten, starben aber mindestens 72 Menschen. |
| 17. Dezember 2009       | Danny F II            | 44    | Vor der Küste des Libanon, etwa fünfzehn Seemeilen von der Hafenstadt Tripoli entfernt, kenterte am 17. Dezember 2009 aus ungeklärter Ursache der von Uruguay nach Syrien laufende panamaische Frachter Danny F II (14.478 BRZ) in stürmischer See. Von den 83 Menschen an Bord des Schiffes konnten wegen des starken Sturms nur 39 gerettet werden. Insgesamt starben 44 Besatzungsmitglieder und Passagiere, darunter auch der Kapitän des Frachters. An der internationalen Rettungsoperation beteiligten sich auch Schiffe der Deutschen Marine, darunter das Minenjagdboot Laboe und der Tender Mosel, die im Rahmen der UNIFIL-Mission vor der Küste des Libanon eingesetzt waren und welche 25 Seeleute bargen. Auch italienische, britische und syrische Einheiten nahmen an der Suche teil und retteten weitere zwölf Menschen. Beim Untergang des Viehtransporters starben auch 10.000 Schafe und 18.000 Rinder. |
| 26. Februar 2010        | Costa Europa          | 3     | Beim Anlegen kollidierte das italienische Kreuzfahrtschiff Costa Europa (53.872 BRZ) bei schlechtem Wetter mit der Pier in Scharm El-Scheich. Dabei wurde der Rumpf auf einer Fläche von mehreren Quadratmetern aufgerissen – zum größten Teil unterhalb der Wasserlinie. Unmittelbar im Bereich der Beschädigung lagen Mannschaftskabinen. Drei Besatzungsmitglieder aus Indien, Honduras und Brasilien starben, mehrere Urlauber wurden verletzt. |
| 3. März 2010            | Louis Majesty         | 2     | Das unter zypriotischer Flagge fahrende Kreuzfahrtschiff Louis Majesty (40.876 BRZ) geriet auf dem Weg von Barcelona in Richtung Marseille in schwere See, wobei das Schiff in kurzen Zeitabständen von drei je etwa acht Meter hohen Wellen getroffen wurde. Dabei gingen mehrere Fenster in einem unmittelbar über der Bugspitze gelegenen Salon zu Bruch. Zwei Personen starben bei dem Unfall, 14 weitere wurden zum Teil schwer verletzt. |
| 22. April 2010          | Deepwater Horizon     | 11    | Im Golf von Mexiko, etwa 50 Seemeilen von der Küste Louisianas entfernt, sank die Bohrplattform Deepwater Horizon nach einer Explosion, was eine schwere Umweltkatastrophe auslöste. Von 126 Besatzungsmitgliedern kamen elf ums Leben. |
| 26./27. August 2010     | Alexeij Kulakowski    | 11    | Vor der sibirischen Küste, nahe der Mündung des Flusses Lena, kenterte in der Nacht des 26./27. August in einem starken Sturm der russische Bergeschlepper Alexeij Kulakowski. Das Schiff hätte einem in Seenot geratenen Fischdampfer zu Hilfe kommen sollen. Infolge des Sturms und weil sich nicht genügend Rettungsmittel an Bord befunden hatten (so gab es für die 14 Seeleute nur zwei Schwimmwesten), kamen elf von 14 Besatzungsmitgliedern ums Leben. Der Kapitän und zwei Seeleute wurden von einem russischen Tanker gerettet. |
| 8./9. Oktober 2010      | Lisco Gloria          | 0     | Die unter litauischer Flagge fahrende RoPax-Fähre Lisco Gloria gerät auf der Reise von Kiel nach Memel rund 6 Seemeilen nördlich von Fehmarn in Brand. Die meisten der 236 Personen an Bord gingen in Rettungsboote über oder sprangen ins Wasser, konnten aber alle durch den Einsatz der Bundespolizei, der Küstenwache und der DGzRS gerettet werden. Das Schiff wurde durch den Brand schwer beschädigt und zunächst nach Munkeboe geschleppt und später in Memel verschrottet. Ursache des Brandes war ein technischer Defekt. Es wurde vermutet, dass ein Kühlaggregat eines LKW Feuer gefangen hatte. |
| 3. Dezember 2010        | Hong Wei              | 10    | Der unter panamaischer Flagge laufende chinesische Massengutfrachter Hong Wei (27.996 BRZ) kenterte und sank etwa 120 Seemeilen westsüdwestlich von Itbayat (Philippinen). Zehn Besatzungsmitglieder fanden dabei den Tod, 14 überlebende wurden von der taiwanesischen Küstenwache und Frachtern gerettet. Das mit 40.000 Tonnen Eisenerz beladene Schiff sank vermutlich, weil das verladene Erz feucht geworden und verrutscht war. Durch die Verschiebung des Schwerpunktes kenterte das Schiff schließlich. |
| 13. Dezember 2010       | In Sung No. 1         | 22    | Der südkoreanische Trawler In Sung No. 1 (614 BRZ) sank im Südpolarmeer, etwa 1000 Seemeilen nördlich der McMurdo-Station. Das Schiff ging innerhalb von 30 Minuten unter und setzte keinen Notruf ab. Möglicherweise fiel das Schiff Vereisung zum Opfer, die die Funkanlage beschädigt hatte. Auch eine Kollision mit einem unter der Wasseroberfläche treibenden Eisberg könnte die Ursache gewesen sein. Von 42 Menschen an Bord wurden 20 von anderen Trawlern gerettet. Für weitere 22 Besatzungsmitgliedern kam jede Hilfe zu spät, die meisten erfroren bei zwei Grad Wassertemperatur innerhalb von Minuten. |